# Cam Gigandet
Cameron Joslin Gigandet (phát âm /dʒiːɡɑːnˈdeɪ/; sinh ngày 16 tháng 8 năm 1982) là một diễn viên và nghệ sĩ võ thuật người Mỹ. Anh nổi tiếng khi thường xuyên đóng những vai phản diện như ma cà rồng James trong Twilight, Kevin Volchok trong The O.C., tên đầu gấu Ryan McCarthy trong Never Back Down, hạ sĩ Gallo trong Pandorum, tay súng McCann trong The Magnificent Seven, và tên cướp Jonah Collins trong Trespass. Anh cũng xuất hiện trong các bộ phim  Easy A, The Experiment, The Unborn, Without Remorse, The Roommate, Burlesque (cùng Christina Aguilera), The Shadow Effect, và Priest.

## Tiểu sử
Gigandet sinh quán ở Tacoma, Washington, cha mẹ anh là Jay Gigandet và Kim Gigandet. Cha của anh là người đồng sở hữu chuỗi thương hiệu The Rock pizza. Anh có một người chị gái, Kelsie Gigandet, là một nhà tạo mẫu tóc cho người nổi tiếng. Sau khi tốt nghiệp trường trung học Auburn ở Auburn, Washington vào năm 2001, anh chuyển đến California, theo học tại trường đại học cộng đồng Santa Monica và tham gia một lớp dạy diễn xuất.

## Sự nghiệp
Gigandet chính thức bắt đầu nghiệp diễn của mình vào năm 2003, với một vai diễn nhỏ trong mùa 4 của loạt phim trinh thám hình sự CSI: Crime Scene Investigation, anh tiếp tục có những vai khách mời trên truyền hinh vào những năm tiếp theo 2004-2005.
Năm 2005-2006, Gigandet lần đầu có một vai diễn nổi bật hơn là Kevin Volchok trong mùa 3 và mùa 4 của loạt truyền hình The O.C., anh xuất hiện trong tổng cộng 15 tập. Bắt đầu từ vai diễn đó, anh dần được tham gia vào những dự án phim có quy mô lớn hơn tại Hollywood.
Năm 2007, Gigandet đóng trong bộ phim điện ảnh đàu tiên của mình là Who's Your Caddy?, nhưng bộ phim không quá nổi tiếng.
Năm 2008 là một năm vụt sáng của Gigandet khi anh có liên tiếp hai vai diễn đáng chú ý trong hai dự án điện ảnh lớn. Thứ nhất là bộ phim võ thuật học đường Never Back Down, trong phim anh đóng vai nhân vật phản diện Ryan McCarthy, một tên võ sĩ độc ác và kẻ chuyên bắt nạt tại trường học. Thứ hai là bộ phim đình đám Twilight, anh xuất hiện trong phim cùng với Kristen Stewart và Robert Pattinson, và vào vai James, thủ lĩnh của một băng đảng ma cà rồng. Đây là những bộ phim thành công nhất của Gigandet khi giúp anh giành liên tiếp hai giải thường của MTV. Anh đoạt Giải Điện ảnh và Truyền hình MTV cho Cảnh chiến đấu xuất sắc nhất vào năm 2008 với trận đấu ngoạn mục của anh và Sean Faris trong Never Back Down, và lại tiếp tục nhận được giải thưởng này vào năm tiếp theo 2009 nhờ trận đấu với Robert Pattinson trong Twilight.

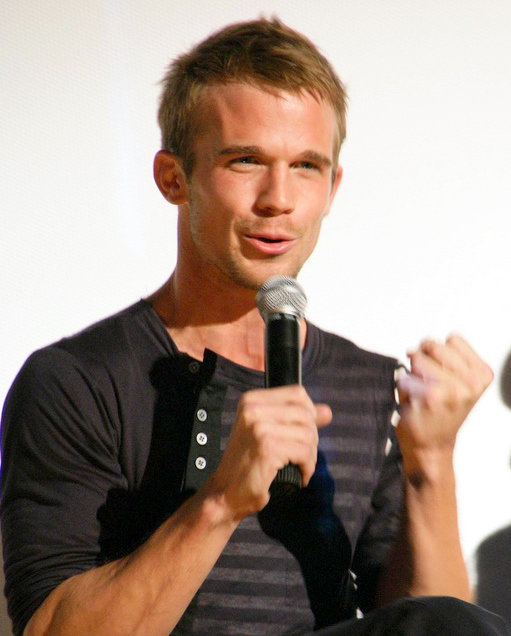
Gigandet vào tháng 10 năm 2008

Năm 2009, Gigandet cùng tham gia hai bộ phim kinh dị là The Unborn và Pandorum. Năm 2010, anh góp mặt trong bộ phim nhạc kịch đình đám Burlesque, diễn cùng nữ ca sĩ nổi tiếng Christina Aguilera. Cũng năm đó, anh có một vai diễn trong bộ phim hài tuổi mới lớn Easy A, do nữ diễn viên Emma Stone đóng chính.
Năm 2011, Gigandet tham gia phim hành động Preist, đóng cùng Paul Bettany và Lily Collins. Anh cũng đóng trong phim The Roommate với Minka Kelly.
Năm 2016, Gigandet nhận được một vai nhỏ trong bộ phim cao bồi The Magnificnet Seven, anh xuất hiện trong phim cùng các ngôi sao Denzel Washington, Chris Pratt, Ethan Hawke.
Năm 2017, anh có được vai diễn chính trong phim hành động The Shadow Effect.
Năm 2021, anh đóng một vai trong phim Without Remorse cùng với Michael B. Jordan.

## Đời tư
Bạn gái của Gigandet - Dominique Geisendorff, sinh một bé gái tên Everleigh Rae Gigandet vào ngày 14 tháng 4 năm 2009. Trong một lần phỏng vấn đầu năm 2011, anh gọi Geisendorff là "vợ" mình. Anh còn luyện tập và giành được đai đen trong môn võ Krav Maga - một kỹ thuật phòng thủ được phát triển bởi quân đội Israel.

## Danh sách phim đã đóng
| Năm       | Tên phim                       | Vai diễn            |
| --------- | ------------------------------ | ------------------- |
| 2003      | CSI: Crime Scene Investigation | Mark Young          |
| 2004      | Mistaken                       | Joe                 |
| 2004      | The Young and the Restless     | Daniel Romalotti Jr |
| 2005      | Jack & Bobby                   | Randy Bongard       |
| 2005–2006 | The O.C.                       | Kevin Volchok       |
| 2007      | Who's Your Caddy?              | Mick                |
| 2008      | Never Back Down                | Ryan McCarthy       |
| 2008      | American Crude                 | Kip Adams           |
| 2008      | Twilight                       | James               |
| 2009      | The Unborn                     | Mark                |
| 2009      | Pandorum                       | Gallo               |
| 2010      | Five Star Day                  | Jake Gibson         |
| 2010      | Easy A                         | Micah               |
| 2010      | Burlesque                      | Jack Miller         |
| 2010      | The Experiment (film)          | Chase               |
| 2011      | The Roommate                   | Stephen Morterelli  |
| 2011      | Priest                         | Hicks               |
| 2011      | Trespass                       | Jonah Collins       |
| 2012      | Making Change                  | Bishop              |
| 2012      | Kerosene Cowboys               | Butch Masters       |
| 2013      | Free Ride                      | Ray                 |
| 2014      | In the Blood                   | Derek Grant         |
| 2016      | The Magnificent Seven          | McCann              |
| 2017      | The Shadow Effect              | Gabriel Howarth     |
| 2019      | Assimilate                     | Josh Haywood        |
| 2020      | Dangerous Lies                 | Mickey Hayden       |
| 2021      | Without Remorse                | Keith Webb          |
| 2022      | Blowback                       | Nick                |